# Історія євреїв у Південній Африці
Історія євреїв в Південній Африці головним чином почалася в час заснування Британської імперії, і слідувала загальній закономірності збільшення кількості європейських поселенців в 19 столітті. Рання історія євреїв Південної Африки майже ідентична історії євреїв в Сполучених Штатах, але в набагато менших масштабах, включаючи період відкриття цих земель для колонізації і поселення з кінця 17 століття до початку 19-го століття. Єврейська спільнота зросла в десять разів у період між 1880 і 1914 роками, від 4000 до 40 000. Євреї зіграли важливу роль у сприянні розширенню дипломатичних і військових зв'язків між Ізраїлем і Південною Африкою. у Південній Африці Єврейська громада відрізняється від своїх аналогів в інших країнах Африки, тим що більшість залишилися на континенті, а не емігрують до Ізраїлю (62 % від максимального числа 120,000 досі залишаються). Серед потенційних емігрантів-євреїв, багато з більшою ймовірністю вибрали  б напрямок популярний серед інших південноафриканців, такий як Австралія.

## Історія

### Португальські відкриття
Сучасна історія євреїв в ПАР почалася за деякий час до відкриття мису Доброї Надії, за участі деяких португальських астрономів і картографів, які намагалися  відкрити морський шлях в Індію. Єврейські картографи з Португалії, представники багатих і впливових класів, допомагали Бартоломеу Діашу і Васко да Гамі, які першими пропливли навколо мису Доброї Надії в 1488 і 1497 рр. У Португалії хрещені євреї були ще вільними, поки не було створено  португальської інквізиції в 1536 році.

### Голландське поселення
У 1652 році, Голландська Ост-Індська компанія стала першим постійним європейським поселенням в Південній Африці під керівництвом Яна Ван Рібека.  Серед перших поселенців Кейптауна була і низка євреїв. Нехристиянська міграція до голландської Капській колонії, як правило, не заохочувалася до 1803 року. Євреї були і серед директорів Голландської Східної Індії, яка протягом 150 років керувала колонією на мисі Доброї Надії. Протягом XVII та більшої частини XVIII ст. дозволяли публічно дотримуватися лише державної релігії; але 25 липня 1804 року голландський генерал-полковник Якоб Авраам де Міст проголосив положення, (які були скасовані після англійської окупації 1806 року і не були відновлені до 1820 року) які встановили в колонії релігійну рівність для всіх осіб, незалежно від віри.

### 1820-1880-ті роки
До 1820-х років не було якоїсь помітної кількості євреїв в Кейптауні. Перша громада в Південній Африці, відома як сад Шуль, була заснована в Кейптауні в листопаді 1841 року, і спершу служба проходило в будинку Бенджаміна Нордена, на розі  вулиць Вельтерведен і Хоф. Бенджамін Норден і Симеон Маркус, разом з іншими поселенцями, котрі прибули до початку 1830-х років були піонерами в комерції, особливо брати Мозенталь — Юлій, Адольф і Джеймс—які започаткували велику вовняну промисловість. Їх підприємство завезло із Азії тридцять ангорських кіз і в 1856 році брати розпочали промислове виробництво пряжі мохер. Аарон і Даніель-де-Пас з 1849 по 1886 були найбільшими судновласниками в Кейптауні і лідерами китобійної і рибальської промисловості. Євреї одними з перших зайнялися розведенням страусів і зіграли значну роль у започаткуванні алмазної промисловості. Євреї також грали певну роль і у південноафриканській політиці. Капітан Джошуа Норден був застрелений на чолі своїх кінних Бюргерів у війні з племям коса  в 1846 року; лейтенант Еліас де-Пас воював у війнах з коса в 1849 р.. Юліус Мозенталь (1818—1880), брат поета Соломона Мозенталя з Відня, був членом парламенту в 1850-х роках. Симеон Джейкобс (1832—1883), який був суддею у Верховному суді мису Доброї Надії, виконуючи обов'язки генерального прокурора Капської колонії, представив в 1872 році законопроєкт про Відповідальний уряд Капської колонії та законопроєкт (про скасування державної допомоги англіканській церкві). За обидва ці законопроєкти Саул Соломон, член парламенту Кейптауна, боровся десятиліттями. Саул Соломон (нар. на о. Св. Олени 25 травня 1817 р., пом. 16 жовтня 1892 р.) лідер Ліберальної партії Капської колонії, отримав прізвисько «мис Дізраелі». Його запросили у перший уряд, сформований сером Джоном Мольтено і декілька разів він відмовлявся від прем'єрства. Як і Дізраелі, він рано відійшов від юдаїзму.
У той же час євреї зіткнулися з істотним антисемітизмом. Незважаючи на те, що свобода віросповідання була надана всім мешканцям у 1870 році, євреїв та католиків все ще позбавляли права займати військові посади, посади президента, державного секретаря або члена магістрату, було заборонено членство у Першому та Другому Фольксрааді («парламенті»), а також заборонено керувати місцевими органами. Ці посади могли займати лише особи старші 30 років з постійним майном та довгою історією поселення. Внаслідок того, що бурські республіки існували лише з 1857 по 1902 рр., багато жителів бурських республік мали обмежений доступ до посад у верхніх ешелонах влади. Всі інструкції були написані в християнському та протестантському дусі, а єврейські та католицькі вчителі та діти були виключені з державних субсидованих шкіл. До Другої бурської війни (1899—1902 рр.) євреї часто вважалися «чужими» («іноземцями») і були виключені з основних сфер південноафриканського життя.
Проте, невелика кількість євреїв, яка оселилася тут ототожнювалася з сільським білим африкаанс-мовним населенням; ці люди стали відомі як Boerejode (бур євреї). Змішані шлюби також відбувалися і були загальноприйнятими.
Південноафриканська Золота лихоманка, що почалася після 1886 року, залучила і багатьох євреїв. У 1880 році єврейське населення Південної Африки становить близько 4,000; до 1914 року воно зросло до більш ніж 40 000. Багато з них приїхали з Литви, тому ці поселення можна назвати «Литовськими колоніями». Йоганнесбург також іноді називають «Jewburg».

### Друга англо-бурська війна 1899—1902
Євреї воювали з обох сторін під час Другої англо-бурської війни (1899—1902). До деяких з найпомітніших боїв протягом трьох років війни — таких, як інцидент біля Ган Хілл і облога Ледісміт — залучали воїнів-євреїв, зокрема майора Каррі Девіса. Близько 2800 євреїв воювали на Британській стороні і близько 125 з них загинуло.
Близько 300 євреїв служило в числі військових сил бурів під час війни і були відомі як Boerjode: ті, хто мали цивільні права були призвані разом з іншими бюргерами («громадяни»), але була також деяка кількість добровольців. Євреї воювали під бурськими прапорами («чотирьох кольорів»)  у багатьох великих битвах і в партизанській війні, в ході яких десятки з них загинули. Близько 80 потрапили в полон і у британські концтабори в Південній Африці. Деякі з них були відправлені англійцями до таких далеких місць, як о. Св. Олени, Бермудські острови і Цейлон. Деякі євреї воювали ще довго після того, як бурська справа була програна.

### Від створенняПівденно-Африканського Союзудо Другої Світової війни
Хоча євреї отримали рівні права після англо-Бурської війни, вони знову стали піддаватися гонінням у дні, що передували Другій Світовій війні. У 1930-му році закон Про Квоти  був покликаний обмежити в'їзд євреїв в Південну Африку. Переважна більшість євреїв- іммігрантів в Південній Африці була з Литви. У 1937 році Закон про Іноземців, призвів до майже повної зупинки міграції. Деякі євреї змогли в'їхати в країну, але багатьом це було заборонено. У цілому приблизно шість з половиною тисяч євреїв приїхали в Південну Африку з Німеччини в період з 1933 по 1939 роки. Багато африканерів (тобто, бурів) відчували симпатію до нацистської Німеччини. Існували й пронацистські організації, які були відверто антисемітські. Під час Першої Світової війни багато африканерів, які зберігали негативне ставлення до Великої Британії, виступали проти використання голландських жінок і дітей в британських концтаборах. Це сприяло поширенню пронімецьких настроїв серед африканерів. Опозиційна Національна партія стверджувала, що закон «Про іноземців» був занадто м'який і виступала за повну заборону єврейської імміграції, за припинення натуралізації євреїв і заборону їм займатися певними професіями. Після війни, ситуація почала поліпшуватися і велика кількість південноафриканських євреїв, як правило, прихильників сіонізму, здійснили алію в Ізраїль. Хоча багато південноафриканських євреїв надалі почувалися незручно серед колишніх пронацистських африканерів, що прийшли до влади в 1948 році, проте багато провідних політиків апартеїду публічно вибачилися перед єврейською громадою за свої попередні антисемітські вчинки і запевняли, що Південна Африка — безпечне місце для євреїв.
За цей час були ще дві хвилі єврейської імміграції в Африку з острова Родос, спочатку в 1900-х роках, а потім після 1960 року.

### Після Другої Світової війни

#### Південноафриканські євреї та Ізраїль

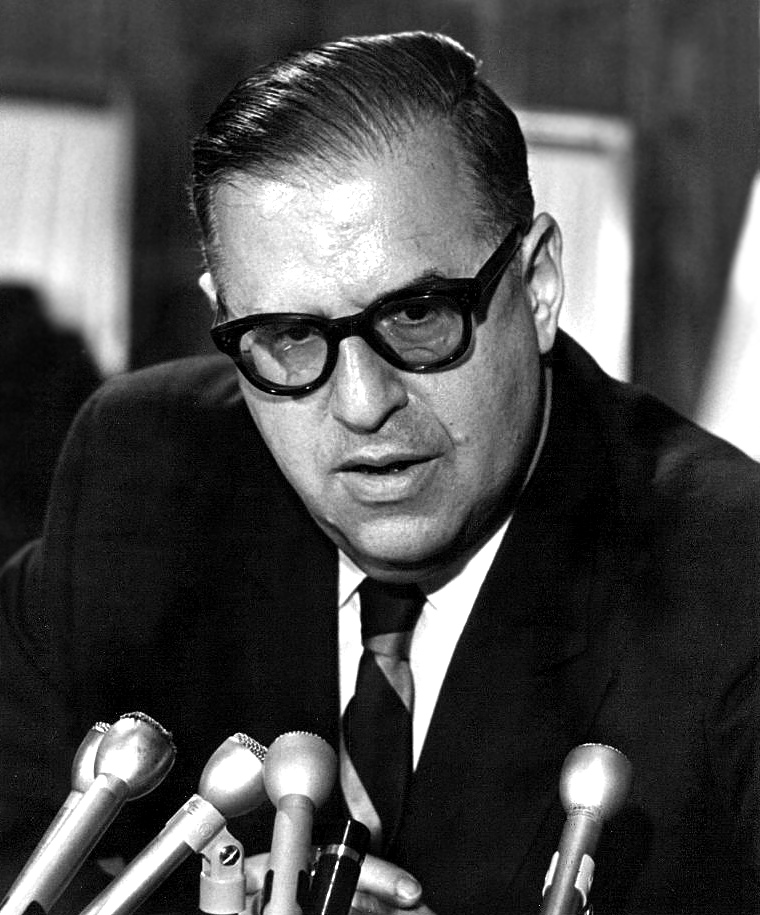
АББА Ебан, народився в Кейптауні, був міністром закордонних справ Ізраїлю з 1966 по 1974 рік.

Коли Національна партія прийшла до влади в 1948 році вона не проводила анти-Єврейської політики, незважаючи на свою колишню позицію. У 1953 році прем'єр-міністр ПАР Даніель Франсуа Малан, став першим іноземним главою уряду, що відвідав Ізраїль, хоча поїздка була радше «приватним візитом», аніж офіційним державним візитом. Це поклало початок історії довгої співпраці між Ізраїлем і Південною Африкою на багатьох рівнях. Сіоністська південноафриканська єврейська громада через такі органи, як «Південноафриканська сіоністська федерація» та ряд публікацій, підтримували добрі стосунки з урядом Південної Африки, навіть незважаючи на те, що вона виступала проти політики апартеїду. Євреям Південної Африки було дозволено зібрати величезні суми грошей, які були надіслані як офіційна допомога Ізраїлю, незважаючи на суворі правила регулювання валютного контролю. На душу населення, південноафриканські євреї, як відомо, найбільше фінансово підтримували сіоністів за кордоном.

##### Поселення південноафриканських євреїв в Ізраїлі

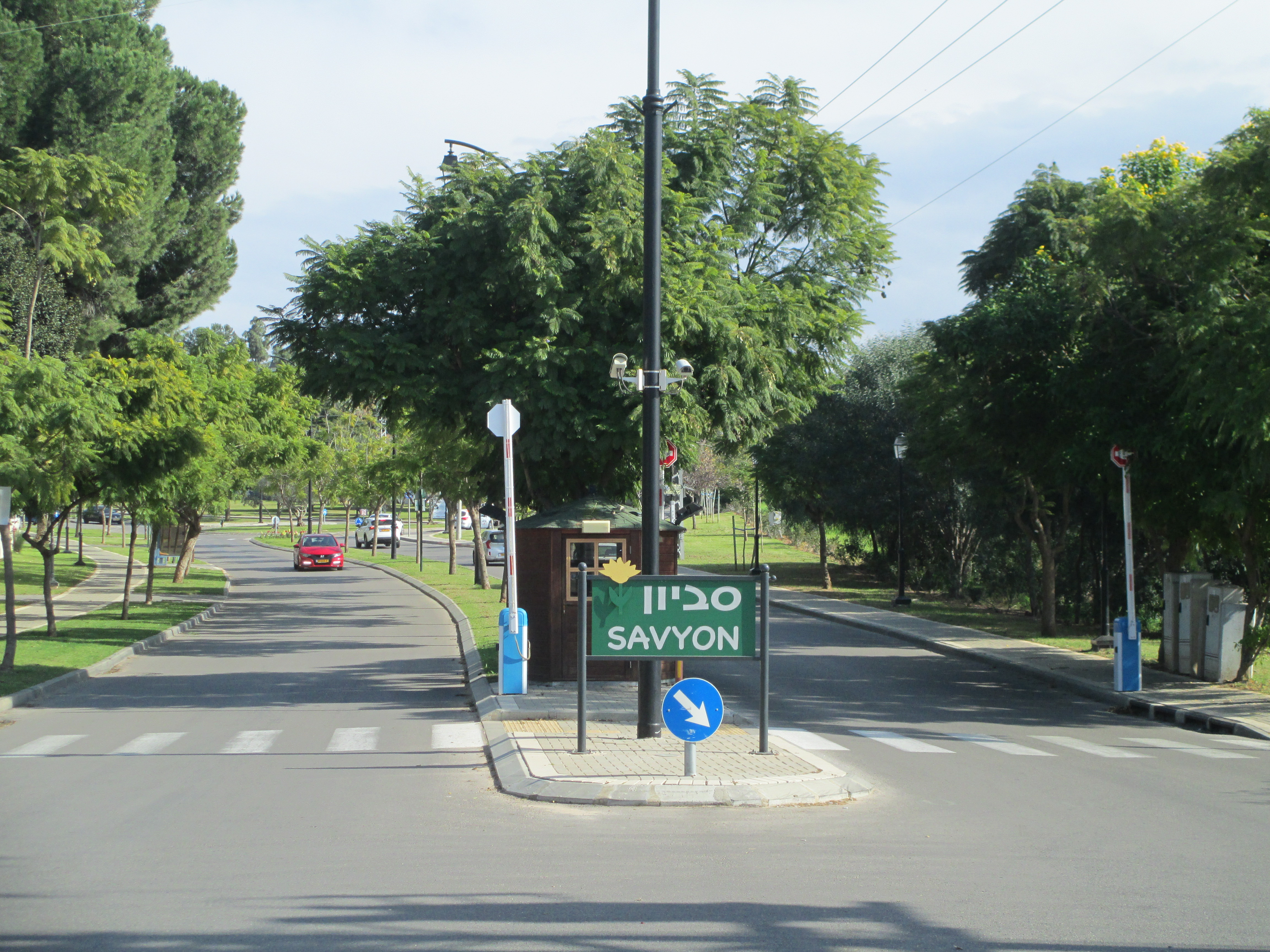
Савьоне в Ізраїлі був побудований в основному південноафриканськими євреями

Ряд південноафриканських євреїв переселилися в Ізраїль, утворюючи Південноафриканського співтовариство в Ізраїлі. Мабуть, найвідомішим Південноафриканським поселенням є заснований в Ізраїлі Савьон, який залишається найбагатшим передмістям в Ізраїлі. Великі будинки були побудовані в стилі, що відображає життя їх мешканців в Південній Африці.

#### Південна Африка та Ізраїль
Більшість африканських держав розірвала стосунки з Ізраїлем після війни Судного дня в 1973 році, і Ізраїль став приблизно так само ізольованим як і ПАР. Ітан Надельман  стверджував, що стосунки між країнами налагодилися в силу того, що багато африканських країн розірвали дипломатичні зв'язки з Ізраїлем у 1970-х роках після шестиденної війни і війни Судного дня. В результаті Ізраїль поглиблював відносини з іншими ізольованими країнами.
До середини 1970-х років відносини Ізраїлю з ПАР були теплими. У 1975 році було підписано угоду між Ізраїлем і ПАР про посилення економічного співробітництва між країнами і повідомлялося, в тому числі про будівництво нових великих залізниць в Ізраїлі і будівництво опріснювального заводу в Південній Африці. У квітні 1976 року південноафриканський прем'єр-міністр Джон Форстер був запрошений відвідати з державним візитом Ізраїль, де зустрівся з прем'єр-міністром Ізраїлю Іцхаком Рабіном. Пізніше, в 1976 році, на 5-й конференції Руху неприєднаних країн у Коломбо, Шрі-Ланка, прийняли резолюцію, що закликала до нафтового ембарго проти Франції й Ізраїлю через їх продаж зброї Південній Африці. В 1977 році південноафриканський міністр закордонних справ Пік Боса відвідав Ізраїль, щоб обговорити південноафриканські справи з ізраїльським прем'єр-міністром Менахемом Бегіном і міністром закордонних справ Моше Даяном.
Бенджамін Бейт-Халахмі, контроверсійний ізраїльський професор психології, писав у 1988 році, що союз між Південною Африкою та Ізраїлем був одним з найменш висвітлених у новинах за останні чотири десятиліття і що Ізраїль зіграв ключову роль у виживанні південноафриканського режиму. Співпраця Ізраїлю з режимом апартеїду в Південній Африці була засуджена різними міжнародними організаціями, зокрема і Генеральною Асамблеєю ООН (кілька разів з 1974 р.). У 1987 році Ізраїль оголосив, що він буде застосовувати санкції проти Південної Африки. До початку 1990-х років, військові і економічні зв'язки між країнами були розірвані.

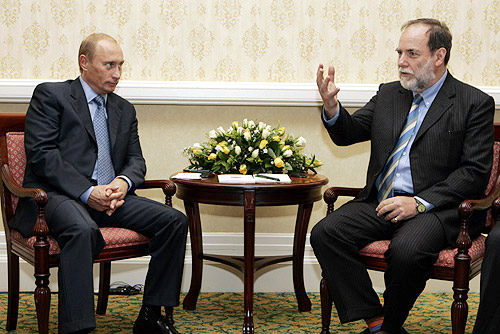
Голова де «De Beers» Нік Оппенгеймер (праворуч), син Гаррі Оппенгеймера, та онук Ернеста Оппенгеймера.

#### Політичне посередництво і лібералізм євреїв в ПАР
Південноафриканські євреї мають історію політичного посередництва і більшість підтримали опозиційні партії, такі як Об'єднана партія, Ліберальна партія та Прогресивна партія і їх наступників протягом десятиліть правління Національної партії — режиму апартеїду. (Див. лібералізм в Південній Африці). Яскравим прикладом більш поміркованого політичного посередництва є  Гаррі Оппенгеймер (1908—2000) (народився в єврейській родині, але прийняв Англіканство після шлюбу), найбагатша людина в Південній Африці і голова «De Beers»  і англо американських корпорацій. Він був прихильником Ліберально-Прогресивної партії та її політики, вважаючи, що надання більшої свободи для темношкірого населення ПАР сприяло б  економічному зростанню.
У 1980 році, після 77 років нейтралітету, Національний конгрес Південної Африки у справах єврейської ради депутатів прийняв резолюцію, яка закликала всіх і, зокрема, членів єврейської громади до співпраці у забезпеченні негайного пом'якшення та остаточного викорінення всіх несправедливих дискримінаційних законів та практик щодо расової, чи релігійної приналежності. Це надихнуло деяких євреїв на посилення антиапартеїдської діяльності, але основна частина громади або емігрувала, або уникала публічного конфлікту з урядом Національної партії, що утримувала владу.
Єврейський істеблішмент і більшість південноафриканських євреїв раніше були зосереджені насамперед на єврейських темах. Кілька рабинів спочатку виступили проти апартеїду, але вони так і не отримали підтримки аж до 1985 року, коли раввинат в цілому засудив апартеїд. Тоні Леон, який був лідером демократичного Альянсу з 1999—2007, і його наступник Хелен Зилле прем'єр Західного Кейпу (2009–теперішній час), який також служив в якості лідера демократичного Альянсу з 2007—2015 — обидва були євреями.

## Сьогодення

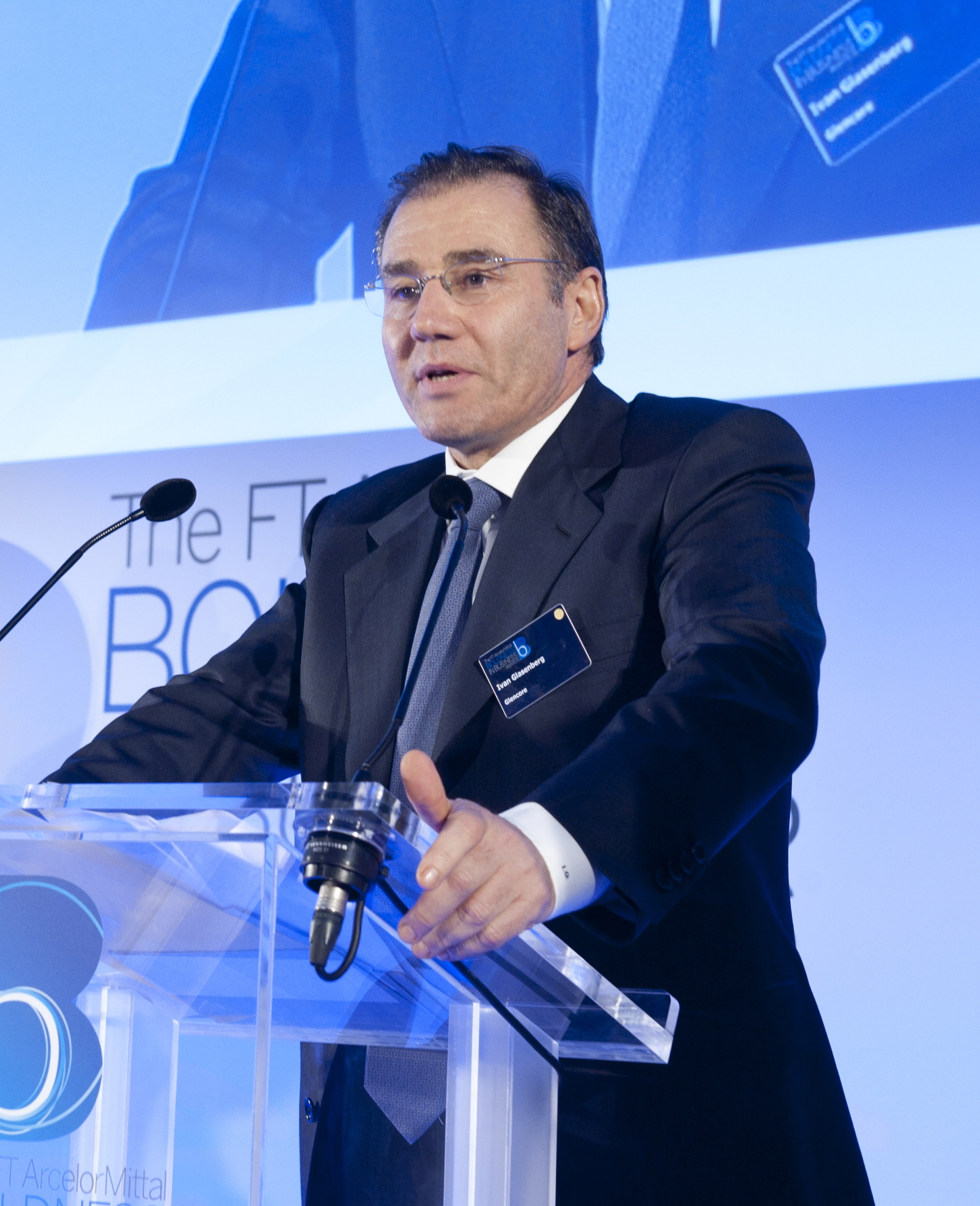
Айван Глазенберг, головний виконавчий директор компанії Glencore

Хоча єврейська меншина досягла свого піку в 1970-х роках (приблизно 120,000), сьогодні близько 70000, в основному, ортодоксальних євреїв, залишається в Південній Африці. Є певна кількість секуляризованих і євреїв і тих що прийняли християнство. Незважаючи на низький відсоток змішаних шлюбів (близько 7 %), близько 1800 євреїв емігрує кожного року, в основному в Ізраїль, Австралію, Канаду і США.
Єврейська громада у Південній Африці нині є найбільшою в Африці, і, хоча скорочується через еміграцію, вона залишається однією з найбільших єврейських ортодоксальних громад у світі, хоча паралельно значно зросла і реформістська спільнота, особливо в Кейптауні. Нинішній ортодоксальний рабин, Воррен Ґольдштейн (2008), був причетний до ініціювання «Білля про обов'язки», який уряд включив в національну шкільну програму. Головний рабин також підштовхує спільноту виконувати проєкти по боротьбі зі злочинністю в країні.
У Йоганнесбурзі, найбільшому центрі єврейського життя з 55 000 євреїв, єврейська громада стала також більш помітною. Тут існує висока чисельність і щільність єврейського населення, кошерні ресторани та релігійні центри. У політиці, Єврейська громада продовжує зберігати вплив, особливо на керівних посадах.
Нині єдина національна Єврейська газета, яку читають близько 40 000 осіб, це South African Jewish Report. У 2008 році Єврейська радіостанція, ChaiFM, почала мовлення в Йоганнесбург, а також мовлення в інтернеті для великої південноафриканської «діаспори». Незважаючи на певне зниження чисельності, починаючи з 2003 року, кількість південноафриканських євреїв стабілізувалася.